# Alexandre Pharamond
Alexandre Emmanuel Pharamond (ur. 20 października 1876 w Paryżu, zm. 4 maja 1953 w Neuilly-sur-Seine) – francuski rugbysta, olimpijczyk, zdobywca złotego medalu w turnieju rugby union na Letnich Igrzyskach Olimpijskich w 1900 roku w Paryżu, mistrz Francji w 1900 i 1901 roku.
Prowadził własną restaurację w Paryżu, pomagał także w zarządzaniu rodzinną fabryką.

## Kariera sportowa
W trakcie kariery sportowej reprezentował klub Racing Club de France, z którym zdobył tytuł mistrza Francji w 1900, a następnie powtórzył ten wyczyn rok później ze Stade Français, z którym wystąpił również w finałach w 1904 i 1907 roku.
Ze złożoną z paryskich zawodników reprezentacją Francji zagrał w turnieju rugby union na Letnich Igrzyskach Olimpijskich 1900. Wystąpił w obu meczach tych zawodów, w których Francuzi pokonali 14 października Niemców 27:17, a dwa tygodnie później Brytyjczyków 27:8. Wygrywając oba pojedynki Francuzi zwyciężyli w turnieju zdobywając tym samym złote medale igrzysk.